# Mary Louise McLaughlin
Mary Louise McLaughlin, née le 29 septembre 1847 et morte le 13 janvier 1939 à Cincinnati, Ohio,  est une céramiste et potière d'atelier américaine. Elle est l'une des initiatrices du mouvement de la poterie d'art qui a eu du succès à travers les États-Unis.

## Biographie
Mary Louise McLaughlin est née dans une riche famille de Cincinnati, son père étant le propriétaire d'une entreprise prospère de produits secs dans la ville. Son frère aîné est l'architecte James W. McLaughlin (en). Montrant une capacité artistique à un jeune âge, Mary Louise McLaughlin n'a pris des cours d'art formels qu'en 1871 dans une école privée pour filles. En 1874, à la McMicken School of Design de Cincinnati, et plus tard à l'Académie des beaux-arts de Cincinnati, elle suit un cours de peinture sur porcelaine offert par un M. Benn Pitman. Lors d'une exposition de Maria Longworth Nichols Storer à l'école la même année, l'intérêt de Mary Louise McLaughlin pour la peinture sur porcelaine grandit,.
En 1875, ses œuvres sont présentées à la Centennial Tea Party avec des critiques élogieuses, et en 1876, elles sont exposées à l'Exposition Universelle à Philadelphie, en Pennsylvanie. Lors de l'exposition, Mary Louise McLaughlin est particulièrement séduite par les œuvres présentées par Haviland & Co. de Limoges : des peintures utilisant la technique sous glaçure. Comme il s'agit d'une avancée unique à l'époque, elle retourne à Cincinnati avec la détermination de découvrir le secret de leur méthode. Elle écrit également un livre sur la peinture sur porcelaine à son retour qui se vend à de nombreux exemplaires (China Painting: A Practical Manual for the Use of Amateurs in the Decoration of Hard Porcelain),.

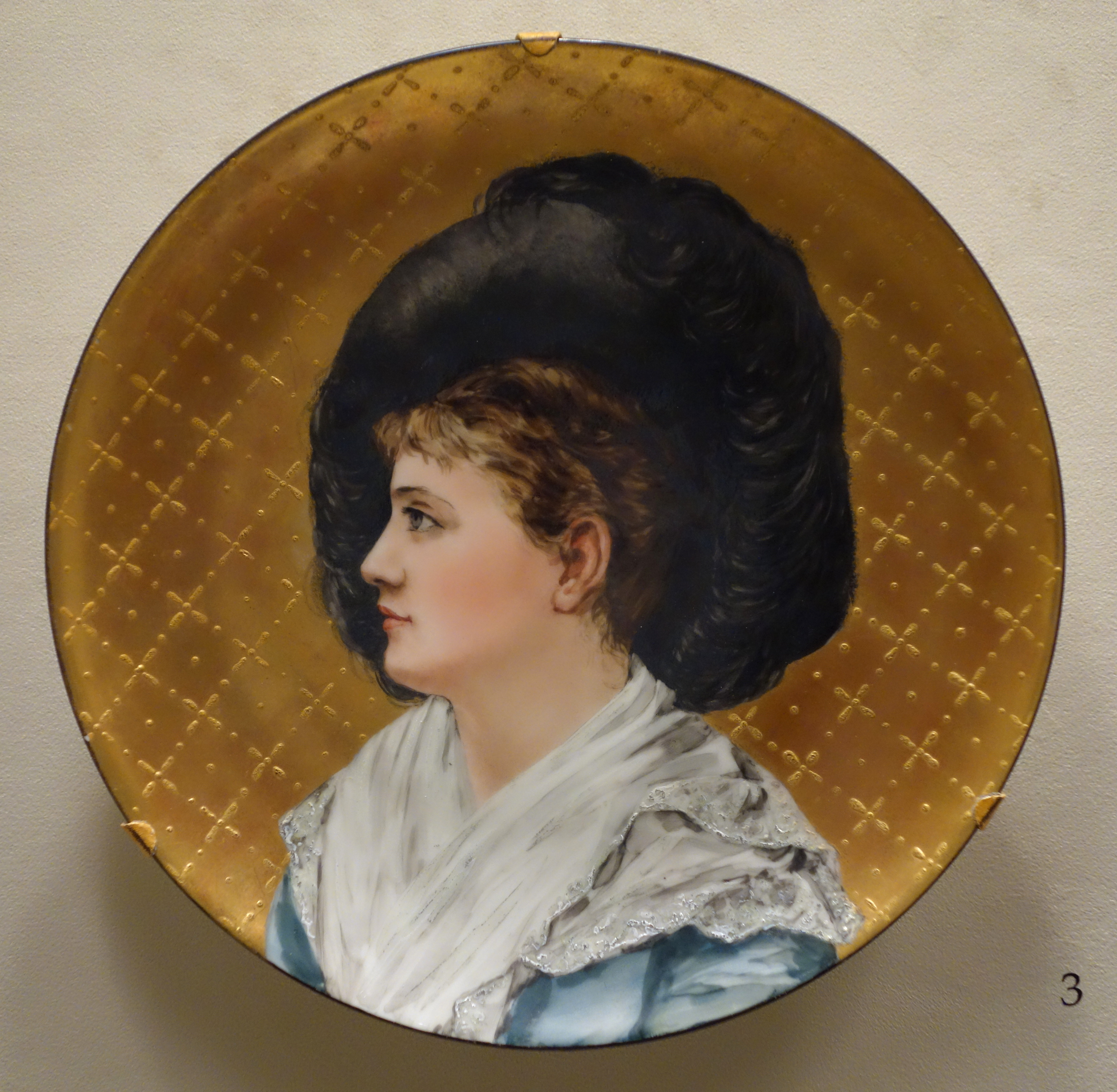
Portrait d'Esther McLaughlin (la nièce de l'artiste), par Mary Louise McLaughlin, 1882, sur porcelaine

En 1877, elle décide de peindre la porcelaine sous glaçure et devient la première artiste aux États-Unis à mettre en œuvre cette technique. Finalement, d'autres artistes commencent à utiliser cette même technique et, en 1879, elle fonde le Cincinnati Pottery Club avec Clara Chipman Newton (en) et d'autres. Dû à la rivalité entre les deux artistes, Maria Longworth Nichols Storer refuse de rejoindre le groupe et fonde Rookwood Pottery. Les membres du club font fabriquer leur poterie à l'usine de Frederick Dallas Hamilton Road, et se réunissent à la Women's Art Museum Association située sur la quatrième rue au centre-ville de Cincinnati. Finalement, le groupe transfère sa réunion au magasin de Dallas lorsque l'association déménage au Cincinnati Music Hall. Lorsque Rookwood Pottery ouvre, de nombreux travailleurs et travailleuses de Frederick Dallas rejoignent son équipe et entravent certaines des aspirations de Mary Louise McLaughlin et de son groupe,. En 1879, elle devient présidente de la Cincinnati Pottery Club pour les femmes.
En 1880, elle publie un autre ouvrage, intitulé Pottery Decoration under the Glaze. A cette époque, la technique sous glaçure est déjà mise en œuvre dans d'autres parties du pays. Cette même année, elle créé l'un de ses vases les plus célèbres, le vase Ali Baba (ainsi nommé par Clara Chipman Newton). Haut de 94 cm (avec un volume de 83 litres), c'est à cette époque le plus grand vase décoré sous glaçure d'Amérique. Il présente des fleurs d'hibiscus légèrement peintes sur un fond vert sauge. Son succès incite Maria Longworth Nichols Storer à contrer avec ce qui devient une autre pièce célèbre, le vase Aladdin, qui est plus large que le vase Ali Baba mais pas aussi haut.
L'année suivante, Frederick Dallas meurt et sa boutique ferme, obligeant Mary Louise McLaughlin et son club à louer une chambre à Rookwood Pottery. En 1883, Maria Longworth Nichols Storer expulse le club en raison du conflit d'intérêts qu'implique leur hébergement, bien qu'il continue à faire fabriquer ses pièces de poterie à Rookwood. Cela amène en partie Mary Louise McLaughlin à se lancer dans la peinture de portrait dans les années 1890, prenant ses premiers cours avec Frank Duveneck. En 1890, William W. Taylor devient le nouveau propriétaire de Rookwood. Sous la direction de Maria Longworth Nichols Storer, il tente de remettre en cause le rôle de Mary Louise McLaughlin dans le développement de la méthode de peinture sous glaçure,.
Dans les années 1890, elle retourne à la poterie, travaillant cette fois de la porcelaine de studio, devenant la première à le faire aux Etats-Unis. Elle crée dorénavant ses propres poteries. Elle expose deux gravures et un portrait de Henry L. Fry au Woman's Building à la World's Columbian Exposition de 1893 à Chicago.
En 1895, elle brevète une technique de décor d'incrustation en céramique. Elle soumet des œuvres pour l'Exposition universelle de Paris de 1900.
À partir de 1885, elle est assistée dans son travail par sa compagne et femme de ménage de 47 ans, Margaret "Maggie" Hickey. Elle est une immigrante irlandaise qui commence à travailler pour elle à l'âge de 20 ans. À l'hiver 1898-1899, elle fait tout le moulage de la vaisselle et, à l'automne 1901, elle gère également la cuisson.
En 1906, Mary Louise Mclaughlin abandonne la poterie et recommence à écrire.
Mary Louise McLaughlin décède le 19 janvier 1939 à l'âge de quatre-vingt-onze ans et est enterrée au cimetière de Spring Grove,.

## Postérité
Mary Louise McLaughlin fait partie des 999 femmes citées dans l’œuvre féministe The Dinner Party de Judy Chicago, réalisée de 1974 à 1979 et visible au Brooklyn Museum.

## Livres
- China Painting: A Practical Manual for the Use of Amateurs in the Decoration of Hard Porcelain (1880)
- Pottery Decoration under the Glaze (1880)
- Painting in Oil: A Manual of Use for Students (1888)
- China Painting: A Practical Manual for the Use of Amateurs in the Decoration of Hard Porcelain (1894)
- An Epitome of History: from Pre-Historic Times to the End of the Great War (1923)